# Robert d'Orléans (1840-1910)
Pour les articles homonymes, voir Robert d'Orléans (1976).
Signature
Le prince Robert d'Orléans, duc de Chartres, né le 9 novembre 1840 à Paris et mort le 5 décembre 1910 au château de Saint-Firmin (Oise), est un membre de la maison capétienne d'Orléans et un militaire français. Il est le petit fils  de Louis-Philippe Ier, roi des Français, et de Marie-Amélie de Bourbon, princesse des Deux-Siciles. C'est de lui que descendent les actuels membres de la famille d'Orléans dont le prince Jean d'Orléans, comte de Paris, actuel prétendant au trône de France.

## Famille
Second fils de Ferdinand-Philippe d'Orléans (1810-1842), duc d'Orléans et prince royal de France, et de son épouse la princesse Hélène de Mecklembourg-Schwerin (1814-1858), le duc de Chartres a pour frère aîné Philippe d'Orléans (1838-1894), comte de Paris et prétendant orléaniste au trône de France sous le nom de « Louis-Philippe II » puis « Philippe VII ».
Le 11 juin 1863, il épouse, à Kingston upon Thames, sa cousine la princesse Françoise d'Orléans (1844-1925), elle-même fille de François d'Orléans (1818-1900), prince de Joinville, et de son épouse la princesse Françoise de Bragance (1824-1898).
De cette union naissent six enfants,, :
- Marie d’Orléans (1865-1909), qui épouse, en 1885, le prince Valdemar de Danemark (1858-1939), fils du roi Christian IX de Danemark (1818-1906) ;
- Robert d’Orléans (1866-1885), handicapé ;
- Henri d’Orléans (1867-1901), sans alliance ;
- Marguerite d’Orléans (1869-1940), qui épouse, en 1896, Marie-Armand-Patrice de Mac-Mahon (1855-1927), duc de Magenta et fils du président de la République Patrice de Mac Mahon (1808-1893) ;
- Un fils mort-né en octobre 1870[4]  ;
- Jean d’Orléans (1874-1940), duc de Guise, et prétendant orléaniste au trône de France comme « Jean III », qui épouse, en 1899, sa cousine germaine Isabelle d’Orléans, fille du comte de Paris.

## Biographie

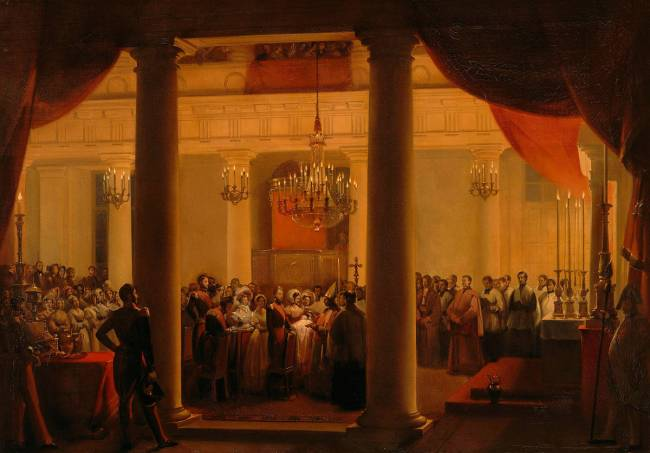
Le bapteme de Robert d'Orleans en la chapelle des Tuileries le 14 novembre 1840. Peinture historique par François Marius Granet, vers 1849.

Robert Philippe Louis Eugène Ferdinand d'Orléans, duc de Chartres, naît le 9 novembre 1840 au pavillon de Marsan du palais des Tuileries à Paris. Le duc de Chartres est ondoyé le jour de sa naissance par Denys Auguste Affre, archevêque de Paris. La cérémonie de baptême a lieu le 14 novembre 1840 en la chapelle des Tuileries, elle est présidée par Denys Affre, assisté de Jean-Baptiste Demerson, curé de l'église royale Saint-Germain-l'Auxerrois : Robert d'Orléans a comme parrain son oncle Louis d'Orléans, duc de Nemours, et comme marraine sa grand-tante Madame Adélaïde.

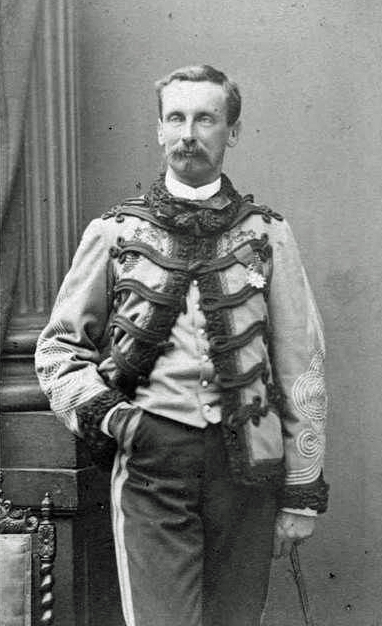
Robert d'Orléans.

Le duc de Chartres devient très tôt orphelin. Son père meurt, en effet, dans un accident de cabriolet en 1842 et sa mère succombe, en 1858, à une mauvaise grippe que son fils lui a transmise. C'est donc, dans une large mesure, les grands-parents du duc de Chartres, le roi Louis-Philippe Ier et la reine Marie-Amélie de Bourbon-Siciles, qui s'occupent de lui et de son frère aîné pendant leur enfance et adolescence.
À ces malheurs familiaux, il faut ajouter l'exil, qui touche les membres de la famille d'Orléans après la révolution de février 1848. De fait, les Parisiens, lassés de la politique de plus en plus conservatrice du « roi bourgeois », se soulèvent à nouveau pour renverser leur monarchie. Louis-Philippe, qui refuse de faire tirer sur les révolutionnaires, abdique donc sa couronne en faveur de son petit-fils, le comte de Paris, le 24 février. En conséquence, Hélène de Mecklembourg-Schwerin, duchesse d'Orléans et mère de Paris et de Chartres, se présente devant la Chambre des députés, accompagnée de son beau-frère, le duc de Nemours, et de ses enfants, afin de faire proclamer son fils aîné roi des Français et d'être nommée régente. Mais, l'intervention à l'Assemblée de Ledru-Rollin, de Crémieux et de Lamartine, fait échouer ce projet et la IIe République  est établie.
La duchesse et ses enfants quittent donc la France pour l'Allemagne tandis que Louis-Philippe et le reste de la famille royale s'installent au Royaume-Uni. Là-bas, les Orléans s'établissent au château de Claremont House, propriété de Léopold Ier de Belgique, lui-même gendre de Louis-Philippe.
Envoyé à Turin peu après la mort de sa mère, en 1857, le duc de Chartres y poursuit des études militaires à l'Académie militaire Sarde. Sous-lieutenant le 26 avril 1859 des dragons piémontais, il s'engage dans la guerre d'unification italienne aux côtés de la maison de Savoie et de la France. Il participe notamment à la bataille de Palestro, qui lui vaut d'être décoré par le roi Victor-Emmanuel II de Savoie. Il est promu lieutenant le 11 mars 1860.
Du 24 septembre 1861 au 16 juillet 1862, le duc de Chartres s'engage aux côtés de son frère dans un autre conflit : la guerre de Sécession. Officier d'état-major du commandement en chef des armées fédérales, le jeune prince combat ainsi les Sudistes à la bataille de Gaines's Mill. Durant ce séjour aux États-Unis, les princes sont accompagnés par leur oncle, le prince de Joinville, qui réalise à l'occasion de nombreuses aquarelles.
Revenu en Europe, le duc de Chartres décide ensuite de se marier. Mais, exilé et membre d'une maison considérée comme illégitime par une grande partie des dynasties régnantes, le prince ne peut prétendre épouser une princesse étrangère. C'est la raison pour laquelle il demande la main de sa cousine germaine, Françoise d'Orléans-Joinville, qu'il épouse le 11 juin 1863, à Kingston upon Thames, toujours en Angleterre.
Se trouvant à Bruxelles avec ses oncles Joinville et Aumale en 1870, lors de la déclaration de guerre de la France à la Prusse, Robert de Chartres demande immédiatement au gouvernement de Napoléon III l'autorisation de participer au combat. Mais le ministre de la guerre s'y oppose et Chartres ne peut s'enrôler dans l'armée qu'après la chute de l'Empire. Il s'engage alors sous le pseudonyme de Robert Le Fort et est nommé capitaine le 7 octobre 1870 à l'état major des gardes nationales. Il est officier d'ordonnance du général Briand, commandant la deuxième division militaire le 22 décembre 1870. Il est nommé le 10 janvier 1871 chef d'escadron dans l'armée de la Loire. Licencié de l'École de cavalerie de Saumur le 16 mars 1871, ses actions lui valent d'être fait chevalier de la Légion d'honneur le 5 mai 1871.
En 1871, le duc de Chartres, auquel le gouvernement provisoire conserve son grade militaire, est envoyé en Algérie pour y mater une révolte indigène.
Le 18 juillet 1878, le duc de Chartres est nommé colonel et mis à la tête du 12e régiment de chasseurs à cheval basé à Rouen dans la caserne Richepanse. Il habite 111 rue d'Elbeuf, dans une maison de maître, construite en 1780, détruite entre 1910 et 1917, qui se trouvait sur la propriété de l'actuel 119 avenue des Martyrs-de-la-Résistance, face au jardin des plantes de Rouen. Il semble que les généraux à la tête du complot militaire monarchiste de décembre 1877 avaient donné des ordres pour qu'il soit arrêté par un autre colonel de sa division.
Mais après la consolidation au pouvoir des républicains, l'Assemblée nationale vote une loi obligeant les membres des anciennes familles régnantes de France à s'exiler. C'est ainsi que par décret du 23 février 1883 du général Thibaudin, Robert d'Orléans est mis en non activité. Il quitte alors la ville de Rouen.
En 1886, la loi d'exil permet au gouvernement de rayer le prince des listes de l'armée.
Très proche de son frère le comte de Paris, il l'encourage dans la voie qui mènera à la rédaction du Pacte national. Il lui écrit en décembre 1886 : « Il faut commencer à penser aux choses pratiques et habituer le pays à l’idée de la possibilité de ce que j’appelle une monarchie raisonnable, c’est-à-dire une monarchie qui ne soit ni pure légitimiste ni cléricale ni parlementaire ni autoritaire. Une monarchie de l’avenir. Un gouvernement de la société de l’avenir et non du passé ».
Le comte de Paris confia d'ailleurs à Albert de Mun dans quelle communauté d’esprit il se trouvait depuis toujours avec son frère le duc de Chartres : « Je me suis concerté avec lui pour tout. C’est le seul membre de ma famille de qui je puisse le dire, ».
Son gisant, d'Antonin Mercié, le figure vêtu de son uniforme, au côté de son épouse, dans la chapelle royale de Dreux.

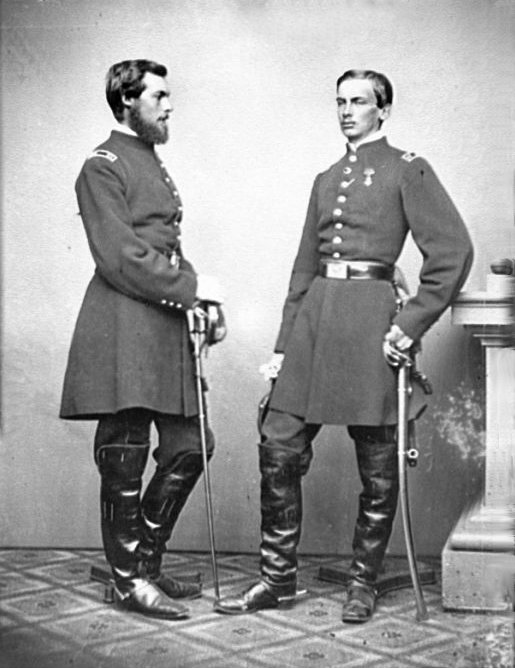
De gauche à droite : le comte de Paris et le duc de Chartres.
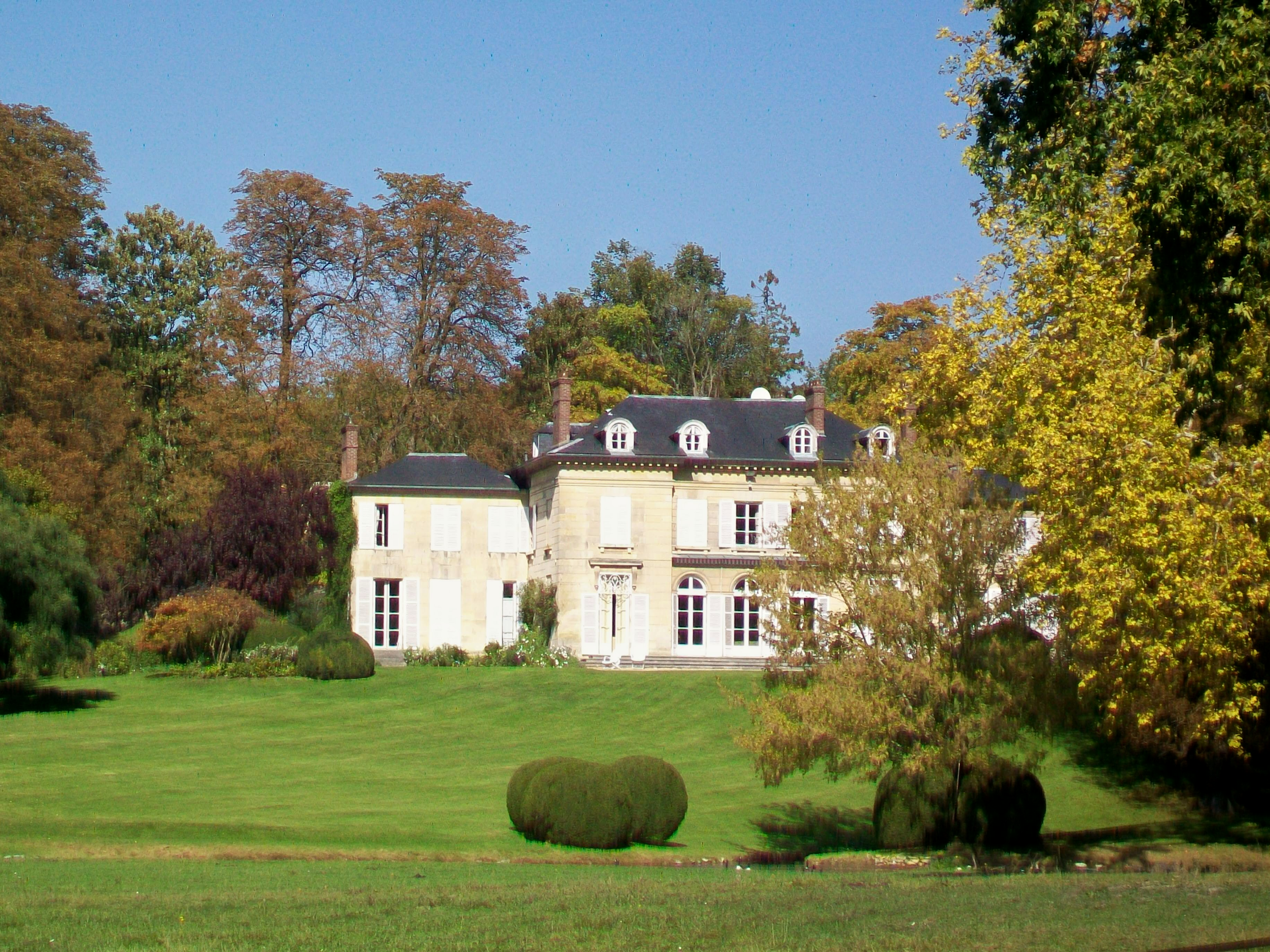
Le château de Saint-Firmin.
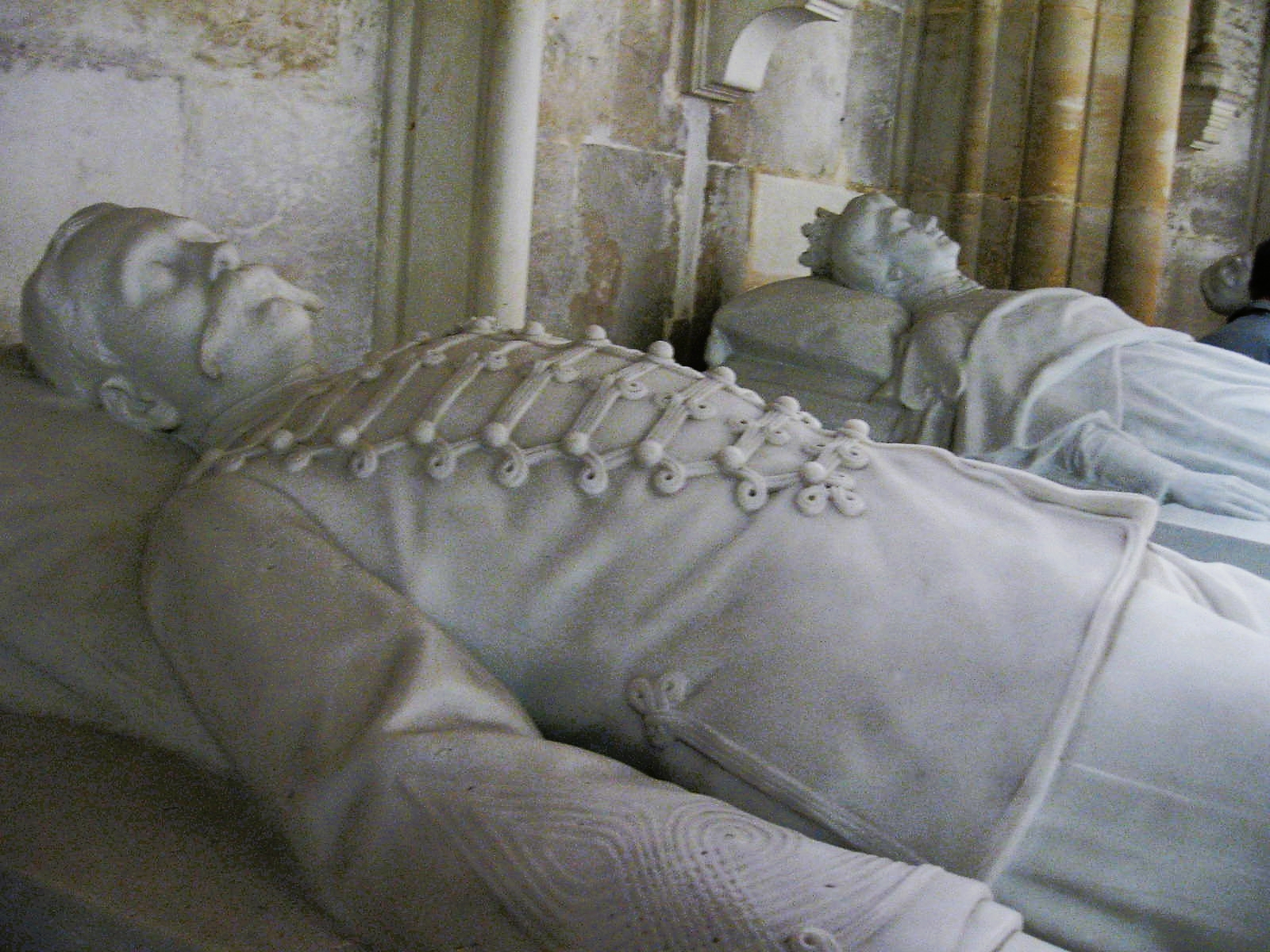
Gisant de la chapelle royale de Dreux.

## Titulature et décorations

### Titulature
- 9 novembre 1840 — 5 décembre 1910 : Son Altesse Royale le prince Robert d'Orléans, duc de Chartres

### Décorations
- Chevalier de la Légion d’honneur (République française, décret du 5 mai 1871, décoré le 14 novembre 1871)[11],[12]
- Médaille commémorative de la campagne d'Italie (République française)[12]
- Chevalier de l’ordre de l'Éléphant (royaume de Danemark, 14 septembre 1885)[13]
- Grand-croix de l’ordre de Charles III (royaume d'Espagne, 5 mars 1886)[14]
- Officier de l’ordre des Saints-Maurice-et-Lazare (royaume d'Italie)[12]
- Médaille de la guerre d'indépendance italienne (royaume d'Italie)[12]
- Grand-croix de l'ordre de la Tour et de l'Épée (royaume de Portugal, 22 mai 1886)[15]
- Grand-croix de l'ordre du Faucon blanc (grand-duché de Saxe-Weimar-Eisenach, 20 août 1861)[16]
- Army of Potomac Badge (États-Unis d'Amérique)